# Rod Evans
Roderic Evans (Eton, 19 gennaio 1947) è un cantante britannico, noto per essere stato il primo cantante dei Deep Purple.

## Biografia
Dopo aver suonato con Ian Paice nei MI 5 e nei Maze, è cofondatore dei Deep Purple nel 1968, band nella quale milita sino all'arrivo di Ian Gillan, nel 1969. Con i Deep Purple realizza i primi tre album; da segnalare inoltre che nel 2002 la Purple Records ha pubblicato il CD "Inglewood - Live in California", che contiene un concerto della band del 1968.
In seguito, dopo la pubblicazione di un singolo come solista (Hard To Be Without You/You Can´t Love A Child Like A Woman) il cantante entra a far parte dei Captain Beyond, formati da ex componenti di band illustri, con i quali registra i primi due album, prima di lasciare il gruppo nel 1973. Nel 1980 forma una band chiamata "Deep Purple" (che non aveva nulla a che fare con l'omonima band, tra l'altro si era sciolta nel 1976), e questo gli procura qualche problema legale (risarcimento di $672,000 alla band ed esclusione dai futuri profitti derivanti dai primi tre album della band). Nel 2002 è stato pubblicato un album live dei Captain Beyond, intitolato Far Beyond a Distant Sun. Il materiale è del 1973, quando Evans era ancora nel gruppo. Nel 2016 è entrato nella Rock and Roll Hall of Fame come membro dei Deep Purple.

## Discografia

### Con i Maze
- 1966 - You'll never stop me loving you/Only time will tell
- 1966 - Hello Stranger/Telephone
- 1967 - Aria del Sud/Non fatemi odiare
- 1967 - Harlem Shuffle/What Now/The Trap/I'm So Glad ("In" EP)
- 1967 - Catari, Catari/Easy Street

### Con i Deep Purple

#### Album studio
- 1968 - Shades of Deep Purple
- 1968 - The Book of Taliesyn
- 1969 - Deep Purple

#### Live
- 2002 - Inglewood - Live in California

### Solista
- 1970 - It's Hard To Be Without You/You Can't Love A Child Like A Woman

### Con i Captain Beyond

#### Album studio
- 1972 - Captain Beyond
- 1973 - Sufficiently Breathless

#### Live
- 2002 - Far Beyond a Distant Sun (live '73)